# Psycholekt
Psycholekt – termin z zakresu psycholingwistyki oraz socjolingwistyki, wprowadzony przez Aleksandra Wilkonia w 1987 r., oznaczający takie formy realizacji języka, które są uzależnione od czynników natury psychicznej. Psycholekty zaliczane są do odmian funkcjonalnych języka.
Wśród ludzi cierpiących na choroby psychiczne oraz psychomatyczne zaobserwowano charakterystyczne dla konkretnych chorób sposoby werbalizacji tekstu. Również stany takie jak alienacja, depresja czy frustracja mogą mieć wpływ na język osób w nich będących. Warunki społeczno-cywilizacyjne mogą się przejawiać w zachowaniach językowych na poziomie jednostkowym lub grupowym.
Termin ten bywa krytykowany; nie jest bowiem jasne, czy wszystkim osobom cierpiącym na chorobę czy zaburzenie można przypisać jakąkolwiek wspólną odmianę języka. Być może właściwiej jest posługiwać się sformułowaniami typu „mowa osób chorych na schizofrenię”. Ponadto dochodzi tutaj do utożsamienia systemu języka (fr. langue) z mówieniem (parole), co również może świadczyć o nieadekwatności pojęcia.
W innym ujęciu z 1981 r. (Marcel Danesi) psycholekt to takie użycie języka, które jest umotywowane czynnikami psycholingwistycznymi i służy wpływaniu na zachowanie (przyciąganie uwagi, zaznaczanie własnych uczuć i postaw, schlebianie, perswazja itp.). Psycholekt można rozumieć jako sposób użycia języka, któremu przyświecają cele instrumentalne czy strategiczne.